# Yavaraté
Yavaraté is een corregimiento in het Colombiaanse departement Vaupés. De gemeente telt 1201 inwoners (2005).
Gemeenten: Carurú · Mitú · Taraira

Departementale corregimientos: Pacoa · Papunahua · Yavaraté

Gemeentelijke corregimientos: Acaricuara · Villa Fátima